# ももいろクローバーZ ももクロくらぶxoxo
『ももいろクローバーZ ももクロくらぶxoxo』（ももいろクローバーゼット ももクロくらぶ＊「xoxo」という文字はあるが、発音はない。）は、2012年4月8日よりニッポン放送をキーステーションに、全国23局で放送されているラジオ番組である。

## 概要
秘密の会員制クラブ「ももクロくらぶ」から放送しているという設定で、ももいろクローバーZメンバーの中から数人が登場する。「会員じゃなくても聞けるけど会員制」というコンセプトのもと、メッセージが紹介されたリスナーにはメンバーが名前と会員番号を手書きした会員証がプレゼントされる。
2022年4月で開始から満10年となり、ニッポン放送のアイドル番組では最長寿。

## 出演者
メインパーソナリティ 
- ももいろクローバーZ[1]

（百田夏菜子・玉井詩織・佐々木彩夏・高城れに）
- 元出演者

有安杏果
 番組進行 
後述のイベント放送回では上記のももクロメンバーの替わりに別のアナウンサーが進行を務めることがある。
吉田尚記（ニッポン放送アナウンサー）
垣花正（元ニッポン放送アナウンサー）

## 放送日時
ナイター中継の延長などで放送が中止になった場合には、その放送回は他のネット局でのみ放送される。
| 放送対象地域   | 放送局       | 放送期間                                                                                              | 放送日時           | 系列    | 遅れ             | 脚注                 |
| -------------- | ------------ | --- | ------------------ | ------- | ---------------- | -------------------- |
| 関東広域圏     | ニッポン放送 | 2012年4月8日 -                                                                                        | 日曜 22:00 - 22:30 | NRN     | 制作局           | [ 5 ]                |
| 鹿児島県       | 南日本放送   | 2013年4月7日 -                                                                                        | 日曜 22:00 - 22:30 | JRN NRN | 同時ネット       |                      |
| 中京広域圏     | 東海ラジオ   | 2012年10月10日 -                                                                                      | 日曜 25:00 - 25:30 | NRN     | 3時間遅れ        | [ 6 ]                |
| 新潟県         | 新潟放送     | 2012年10月2日 -                                                                                       | 月曜 21:00 - 21:30 | JRN NRN | 1日遅れ          | [ 7 ]                |
| 愛媛県         | 南海放送     | 2012年10月4日 -                                                                                       | 日曜 22:30 - 23:00 | JRN NRN | 30分遅れ         | [ 8 ]                |
| 山梨県         | 山梨放送     | 2012年10月4日 -                                                                                       | 月曜 21:00 - 21:30 | JRN NRN | 1日遅れ          | [ 9 ]                |
| 静岡県         | 静岡放送     | 2012年10月4日 -                                                                                       | 金曜 22:00 - 22:30 | JRN NRN | 5日遅れ          | [ 10 ]               |
| 近畿広域圏     | 毎日放送     | 2012年10月6日 - 2017年3月30日                                                                         | 木曜 24:30 - 25:00 | JRN NRN | 4日遅れ          | [ 11 ]               |
| 近畿広域圏     | ラジオ大阪   | 2017年4月7日 - 途中打ち切り                                                                           | 土曜 27:00 - 27:30 | NRN     | 6日遅れ          |                      |
| 福島県         | ラジオ福島   | 2012年10月6日 -途中打ち切り                                                                           | 土曜 22:00 - 22:30 | JRN NRN | 6日遅れ          |                      |
| 長野県         | 信越放送     | 2012年10月6日 -                                                                                       | 日曜 23:00 - 23:30 | JRN NRN | 60分遅れ         | [ 12 ] [ 13 ]        |
| 香川県         | 西日本放送   | 2012年10月6日 -                                                                                       | 土曜 23:00 - 23:30 | JRN NRN | 6日遅れ          |                      |
| 大分県         | 大分放送     | 2012年10月7日 - 2013年3月31日 2013年4月7日 - 2015年3月29日                                            | 日曜 23:00 - 23:30 | JRN NRN | 7日遅れ 60分遅れ |                      |
| 長崎県・佐賀県 | 長崎放送     | 2012年10月7日 - 途中打ち切り                                                                          | 日曜 23:00 - 23:30 | JRN NRN | 60分遅れ         | [ 14 ]               |
| 山口県         | 山口放送     | 2013年4月1日 -                                                                                        | 月曜 20:30 - 21:00 | JRN NRN | 1日遅れ          | [ 15 ]               |
| 鳥取県・島根県 | 山陰放送     | 2013年4月1日 - 2016年3月21日                                                                          | 月曜 23:30 - 24:00 | JRN NRN | 1日遅れ          |                      |
| 富山県         | 北日本放送   | 2013年4月5日 -                                                                                        | 土曜 22:00 - 22:30 | JRN NRN | 6日遅れ          | [ 16 ]               |
| 石川県         | 北陸放送     | 2013年4月5日 - 2016年3月26日                                                                          | 土曜 23:00 - 23:30 | JRN NRN | 6日遅れ          |                      |
| 岡山県         | 山陽放送     | 2013年4月5日 - 2015年3月28日                                                                          | 土曜 23:00 - 23:30 | JRN NRN | 6日遅れ          |                      |
| 宮城県         | 東北放送     | 2013年4月6日 -                                                                                        | 日曜 23:30 - 24:00 | JRN NRN | 90分遅れ         | [ 17 ]               |
| 北海道         | 北海道放送   | 2013年4月7日 -                                                                                        | 土曜 25:30 - 26:00 | JRN NRN | 6日遅れ          |                      |
| 福岡県         | 九州朝日放送 | 2013年4月7日 -                                                                                        | 木曜 24:00 - 24:30 | NRN     | 4日遅れ          | [ 18 ] [ 19 ] [ 20 ] |
| 青森県         | 青森放送     | 2013年4月7日 - 2013年9月29日 2014年4月6日 - 2014年9月28日 2015年4月5日 - 2015年9月27日 2016年4月3日 - | 日曜 22:30 - 23:00 | JRN NRN | 7日遅れ          | [ 21 ] [ 22 ]        |
| 岐阜県         | 岐阜放送     | 2013年10月5日 -                                                                                       | 土曜 24:00 - 24:30 | 独立局  | 6日遅れ          | [ 23 ]               |
| 高知県         | 高知放送     | 2014年10月4日 -                                                                                       | 土曜 23:00 - 23:30 | JRN NRN | 6日遅れ          |                      |
| 熊本県         | 熊本放送     | 2014年10月5日 -                                                                                       | 日曜 23:00 - 23:30 | JRN NRN | 60分遅れ         | [ 24 ]               |
| 山形県         | 山形放送     | 2015年3月30日 -                                                                                       | 月曜 21:15 - 21:45 | JRN NRN | 1日遅れ          | [ 25 ]               |
| 栃木県         | 栃木放送     | 2015年9月30日 -                                                                                       | 水曜 22:00 - 22:30 | NRN     | 3日遅れ          |                      |
| 福井県         | 福井放送     | 2015年10月3日 -                                                                                       | 土曜 21:30 - 22:00 | JRN NRN | 6日遅れ          |                      |
| 秋田県         | 秋田放送     | | 土曜 21:00 - 21:30 | JRN NRN | 6日遅れ          |                      |

## コーナー
オープニング
- ももクロ インサイドダイアリー

最近メンバーに起こった内緒の出来事をコッソリ伝える。2014年度までは教えて!ももクロ先生というコーナーで、メンバーがリスナーからのお悩みに答えていた。
前半
- 全力自己紹介

出演メンバーの自己紹介。フルで口上する時もあれば、放送時間の関係やメンバーの気分などによって「〇〇(メンバーの苗字)です！」と簡略化して口上する時もある。
- メール紹介

リスナーからのメールに対し、「言えない、できない、思いつかない、スリーないリアクション禁止！」というコンセプトのもと、トークする。
スペシャルウィーク（ニッポン放送における聴取率調査期間に編成）時などには「会員獲得強化期間」と称して後半もメール紹介に充てることがある。
後半
- ○○の部屋

企画コーナーであり○○は週によって変わる。メンバーが秘密の呪文である「うーぶろん・ら・ぽるとー!」と唱えてコーナーが始まる（フランス語の"Ouvrons la porte"から。「扉を開けて」の意味）。番組開始当初は、「音楽の部屋」を除く以下の5パターンをローテーションさせていた。
- 知識の部屋

様々な物の名前についての問題が出される。ただし、名前を知らなくても知っているようかのように話さなければならない。
- 労働の部屋

労働につきものの汗をかいてもらうコーナー。ただし汗と言っても、簡単なゲームに負けた人が、イヤな汗をかくような罰ゲームを受けなくてはならないというもの。
- 推理の部屋

あるニュースなどの話題が書かれた文章の一番大切な部分が消されたものを読み、そこに何が書かれていたのかを推測する。
- 伝説の部屋→裏伝説の部屋

自分たちの身の回りの伝説についてトークし、「ももクロZ伝説→ももクロ裏伝説」という本を作り上げるという趣旨のコーナー。
- 会議の部屋

メンバーが話し合いたいこと（CDのプロモーションやイベントについてなど）がある時のみ行われる。
- 音楽の部屋

メンバーが「イントロクイズ」「早送りクイズ」「鼻唄クイズ」の3つに挑戦する。お題はこれまでももクロが出してきた楽曲から。

## 特別番組
全てニッポン放送での放送日
- 2012年6月24日、『"れに"ぼっちスペシャル』と題して、当時メンバーの中で生放送の出演が唯一可能だった高城のみで放送を行った[26]。
- 2012年8月5日、『ももクロ夏のバカ騒ぎSummer Dive 2012 Tour 〜最終戦〜 8.5 西武ドーム大会』終了後、西武ドーム内ニッポン放送野球中継ブースから、百田と高城が生放送した。[27]
- 2013年3月3日、民放連のラジオ統一キャンペーン「ラジオがやってくる！」の一環として、東京都内の小学校を訪問した際の公開収録の模様をオンエアした[28]。
- 2013年4月14日、『ももいろクローバーZ 春の一大事 2013 西武ドーム大会～星を継ぐもも vol.2 Peach for the Stars～』終了後、西武ドーム内ニッポン放送野球中継ブースから、百田、高城、有安が生放送した[29]。
- 2013年8月4日、『ももクロ夏のバカ騒ぎ WORLD SUMMER DIVE 2013 8.4 日産スタジアム大会』終了後、横浜国際総合競技場内特設ブースから、佐々木以外の4人が生放送した（佐々木は放送時間の都合上、生放送に参加できなかった）[30]。
- 2013年12月22日、『White Hot Blizzard MOMOIRO CHRISTMAS2013 ～美しき極寒の世界～』前日リハーサル終了後、西武ドーム内ニッポン放送野球中継ブースから、生放送した[31]。
- 2016年4月3日、『MOMOIRO CLOVER Z　DOME TREK 2016　"AMARANTHUS/白金の夜明け"』終了後、西武ドーム内ニッポン放送野球中継ブースから、生放送した[32]。
- 2017年8月6日、『ももクロ夏のバカ騒ぎ2017 -FIVE THE COLOR Road to 2020- 味の素スタジアム大会』終了後、味の素スタジアム内特設ブースから、生放送した[33]。
- 2018年1月21日、有安の卒業発表を受けメンバー全員そろっての放送となった[34]。
- 2018年1月28日、有安卒業発表前に収録された、最後の有安出演回が放送された[35]。
- 放送日にライブが行われる際は、終了後の会場から18歳以上のメンバーが出演し生放送する事が恒例となっていた（ニッポン放送のみ、それ以外の地方局では事前収録した地方向け特別版を裏送りで放送している）。
- 2018年12月31日、『ゆく桃くる桃2018　第二回ももいろ歌合戦』終了後、パシフィコ横浜内特設ブースから、生放送した[36]。
- 2019年2月10日、「ももクロくらぶxoxo バレンタイン DE NIGHT だぁ～Z 2019・表」終了後、横浜アリーナ内特設ブースから、生放送した[37]
- 2019年3月26日-28日、メンバー日替わりソロによる「ももクロくらぶxoxo」が19:30-20:30に放送[38]。
- 2019年4月21日、「ももいろクローバーZ ももクロくらぶxoxo　拡大版SP in 黒部市」が21:00-22:30に生放送され、高城れにが出演した。
- 2019年5月6日、「ホリデースペシャル ももクロくらぶxoxo GW拡大版」が13:00-15:00に放送。メンバー全員が出演した。
- 2019年8月4日、『MomocloMania2019 -ROAD TO 2020- 史上最大のプレ開会式』終了後、メットライフドーム内ニッポン放送野球中継ブースから、生放送した[39]。
- 2020年1月2日、「ニューイヤースペシャル ももクロくらぶxoxo 拡大版」が17:00-20:20に放送[40]。メンバー全員が出演した。
- 2022年5月21日、アルバム『祝典』リリース記念特番『「ももいろクローバーZ ももクロくらぶxoxo」SP ラジオde祝典』が19:00-21:00に放送され、事前収録の第1部に続き、第2部は開催中のライブツアー『MOMOIRO CLOVER Z 6th ALBUM TOUR “祝典”』の会場である津山文化センターより生中継した[41][42][43][44]。メンバー全員が出演し、本番組のスポンサータイアップ曲『太田漢方胃腸薬II』SONG篇CMソングの「HAND」も披露された[45][46][47][48]。
- 2022年11月6日、その日は高城が結婚を発表したことを受け、急遽ニッポン放送のみ緊急生放送を実施し、高城と吉田が出演。ももいろクローバーZが笑福亭鶴瓶との親交が深いことから、同時間帯で鶴瓶が出演するMBSラジオ『ヤングタウン日曜日』との同時放送を実施した。

## ニッポン放送での放送休止事例
ニッポン放送では通常、日曜日に野球やサッカー等のスポーツ中継を編成しないが、これらが日曜日の夕方に編成された場合は試合の進行状況によっては番組が放送休止または短縮放送になり、ネット局では裏送りで30分の番組が放送され、その内容が翌週ニッポン放送で放送されることがある。
- 2015年4月19日、プロ野球中継が延長したため休止[49]。
- 2015年10月25日、「ニッポン放送ショウアップナイタースペシャル 日本シリーズ第2戦 ソフトバンク 対 ヤクルト戦」が延長したため休止となった[50]。
- 2015年11月8日、「ニッポン放送ショウアップナイタースペシャル 世界野球WBSCプレミア12 日本 対 韓国戦」が延長したため休止[51]。
- 2016年7月10日、第24回参議院議員通常選挙関連の特別番組のため休止[52]。
- 2016年8月14日、リオデジャネイロオリンピックの女子マラソン中継を行なったため休止。
- 2016年8月21日、リオデジャネイロオリンピックの男子マラソン中継を行なったため休止[53]。
- 2016年8月28日、プロ野球中継が延長したため休止[54]。
- 2017年9月10日、プロ野球中継が延長したため休止[55]。
- 2017年10月22日、第48回衆議院議員総選挙関連の特別番組のため休止[56]。
- 2017年10月29日、「ニッポン放送ショウアップナイタースペシャル 日本シリーズ第2戦 ソフトバンク対 DeNA戦」が延長したため休止となった[57]。
- 2017年12月24日、ニッポン放送では「ラジオ・チャリティー・ミュージックソン」のため休止[58]。
- 2018年7月29日、プロ野球中継が延長したため休止[59][60]。
- 2018年8月5日、プロ野球中継が延長したため、ZOZOマリンスタジアムで開催の、『MomocloMania2018』の会場からの生放送が休止となったが、末尾の3分間のみの出演となった[61]。
- 2019年6月30日、プロ野球中継が延長したため休止[62]。
- 2019年7月21日、第25回参議院議員通常選挙関連の特別番組のため休止[63]。
- 2019年11月17日、「ニッポン放送ショウアップナイタースペシャル 世界野球WBSCプレミア12 日本 対 韓国戦」が延長したため休止。
- 2020年10月4日、プロ野球中継が延長したため休止[64]。
- 2021年10月31日、第49回衆議院議員総選挙関連の特別番組のため休止
- 2022年4月24日、プロ野球中継が延長したため休止[65]。
- 2022年7月10日、第26回参議院議員通常選挙関連の特別番組のため休止。
- 2022年10月23・30日、ニッポン放送では『日本シリーズ第2・7戦 東京ヤクルト対オリックス戦』が延長したため休止となった[66]。
- 2023年2月19日、『オールナイトニッポン55周年記念 オールナイトニッポン55時間スペシャル aikoと井口理のオールナイトニッポン』の放送のため休止。
- 2023年3月12日、「ニッポン放送ショウアップナイタースペシャル 2023 ワールド・ベースボール・クラシック  日本 対  オーストラリア戦」が延長したため休止[67]。なお、その日は後述の「バレンタイン DE NIGHT だぁ～Ｚ! 2023 表」の模様を放送する予定だったが、ネット局によっては当初通りの内容だったり、これまでの総集編を放送した地域があった。その内容は翌19日に改めて放送された[68]。
- 2023年8月27日、プロ野球中継が延長したため休止
- 2023年10月8日、この日はラグビーワールドカップ2023中継（グループステージ（予選プール）第4戦「日本×アルゼンチン」）のため、放送時間を翌9日1:00 - 1:30に繰り下げて放送。
- 2024年10月27日、第50回衆議院議員総選挙関連の特別番組のため休止。なお、その日は聴取率調査の最終日であったため、キーワードクイズは翌11月3日に実施された。

## 企画
ももクロが放送室ジャック!?〜学校で新曲宇宙初解禁しちゃうんだZ〜!!
応募があった学校に、まだ発表されていない新曲の音源も含む番組オリジナルCDを送り、昼休みに放送してもらうという企画が行われた（玉井の番組内での発言から実現）。それらの学校の中から横浜市内の中学校を訪問し公開収録も行った。この模様は2012年12月23日・30日にオンエアされた。

## 書籍
「ももいろクローバーZ ももクロくらぶ公式ブック う～ぶろん・ら・ぽるとぉ～!」（発行：ニッポン放送 発売：扶桑社）
2013年発売。番組の収録風景やイベントの写真を掲載しているほか、各コーナーの誌上再録を掲載。B5判96ページ+付録のオリジナルCD（77分）。
「ももクロ裏伝説」（発行：ニッポン放送 発売：扶桑社）
2016年発売。番組コーナー「伝説の部屋」に登場する「伝説の書」を書籍化。全272ページ。
「ももクロくらぶxoxo2018　秘密の部屋」（発行：ニッポン放送 発売：扶桑社）
2018年発売。「秘密」をテーマに、「素顔の部屋」から「ラジオの部屋」まで、この本だけの「6つの部屋」を書籍化。
「ももクロくらぶxoxo2019　ふたりごと」（発行：ニッポン放送 発売：扶桑社）
2019年発売。「ふたり」をテーマに、「ももたまい」「あやたか」「あやかなこ」「た行」「ももたかぎ」「りんりん」の組み合わせで撮影を行い、それぞれが「ふたり」でやってみたいことを実現。

## 過去のロッテ提供枠
以下の番組はいずれも土曜日の夜に放送されていた。
- ロッテヤンスタNo1 - 1970年代後半から1980年代に放送された、公開生放送のアイドル歌謡ショー番組
- ロッテハートでBANBAN
  - パーソナリティ：森川由加里、森口博子、芳本美代子、小倉久寛（1990年9月まで、『青春コール東京ハラギャーテーズ』と同じ出演者）

→ 森脇健児、山田雅人（1990年10月 - 1991年3月、『森脇・山田のパニックしようぜ!東京ハラギャーテーズ』と同じ出演者）
- ロッテ ティーンズベスト10
  - パーソナリティ：篠原涼子、穴井夕子、米光美保（1991年4月 - 1992年3月、『東京サウンドバズーカ音姫絵巻』と同じ出演者）

1992年3月まで土曜日の夜に放送されていたロッテ枠は、10年間のブランクを経た後の2002年10月に日曜22時台へ移り、「ロッテ・ガールズハッピータイム」と題して『上戸彩 Seventeen's Map』（その後4回番組名を変更）、『長澤まさみタイトル未定（仮）』→『長澤まさみSweet Hertz』を放送していた。
2012年4月から「ロッテ・週末ヒロインタイム」として本番組がスタートしたが、2018年9月をもってロッテがスポンサーを降板。同年10月から太田胃散に交代した。これにより、16年間続いた日曜22時台のロッテ枠は消滅した。

## イベント
太字は4人体制での公演。
- ニッポン放送 ももいろクローバーZ ももクロくらぶxoxo 〜バレンタイン DE NIGHT だぁ〜Z!（2013年2月11日、東京国際フォーラム・ホールA）[70][71]
- ニッポン放送開局60周年記念 ももいろクローバーZ ももクロくらぶxoxo 〜バレンタイン DE NIGHT だぁ〜Z! 2014（2014年2月11日、横浜アリーナ）[72]
- ニッポン放送 ももいろクローバーZ ももクロくらぶxoxo ～バレンタイン DE NIGHT だぁ～Z! 2015（2015年2月11日、横浜アリーナ）[73]
- ニッポン放送 ももいろクローバーZ ももクロくらぶxoxo ～バレンタイン DE NIGHT だぁ～Z! 2016（2016年2月12 - 13日、日本武道館）[注 1][74][75]
- ニッポン放送 ももいろクローバーＺ ももクロくらぶxoxo ～バレンタイン DE NIGHT だぁ～Ｚ! 2017（2017年2月11 - 12日、横浜アリーナ）[注 1][76]
- ニッポン放送 ももいろクローバーZ ももクロくらぶxoxo ～バレンタイン DE NIGHT だぁ～Z! 2018（2018年2月10 - 11日、横浜アリーナ）[注 1][77]
- ニッポン放送 ももいろクローバーZ ももクロくらぶxoxo ～バレンタイン DE NIGHT だぁ～Z! 2019（2019年2月9 - 10日、横浜アリーナ）[注 1][78]
- ニッポン放送 ももいろクローバーZ ももクロくらぶxoxo ～バレンタイン DE NIGHT だぁ～Z! 2020（2020年2月8 - 9日、横浜アリーナ）[注 1][79]
- ニッポン放送 ももいろクローバーZ ももクロくらぶxoxo ～バレンタイン DE NIGHT だぁ～Z! 2021（2021年4月3 - 4日、横浜アリーナ）[注 1][80]
- ニッポン放送 ももいろクローバーＺ ももクロくらぶxoxo ～バレンタイン DE NIGHT だぁ～Ｚ! 2022（2022年2月8 - 9日、さいたまスーパーアリーナ）[注 1][81]
- ニッポン放送 ももいろクローバーＺ ももクロくらぶxoxo ～バレンタイン DE NIGHT だぁ～Ｚ! 2023（2023年2月11 - 12日、横浜アリーナ）[注 1]
- ニッポン放送 ももいろクローバーＺ ももクロくらぶxoxo ～バレンタイン DE NIGHT だぁ～Ｚ! 2024（2024年2月10 - 11日、横浜アリーナ）[注 1]
- ニッポン放送 ももいろクローバーＺ ももクロくらぶxoxo ～バレンタイン DE NIGHT だぁ～Ｚ! 2025（2025年2月8 - 9日、横浜アリーナ）[注 1]
- ニッポン放送 ももいろクローバーＺ ももクロくらぶxoxo ～バレンタイン DE NIGHT だぁ～Ｚ! 2026（2026年2月14 - 15日、横浜アリーナ）〈予定〉[注 1]